# Eleutherodactylus intermedius
Espèce
Statut de conservation UICN

 EN B1ab(iii) : En danger
Eleutherodactylus intermedius est une espèce d'amphibiens de la famille des Eleutherodactylidae.

## Répartition
Cette espèce est endémique de Cuba. Elle se rencontre dans les provinces de Santiago de Cuba, de Granma et de Guantánamo de 800 à 1 970 m d'altitude dans la Sierra Maestra et la Sierra del Cobre.

## Description

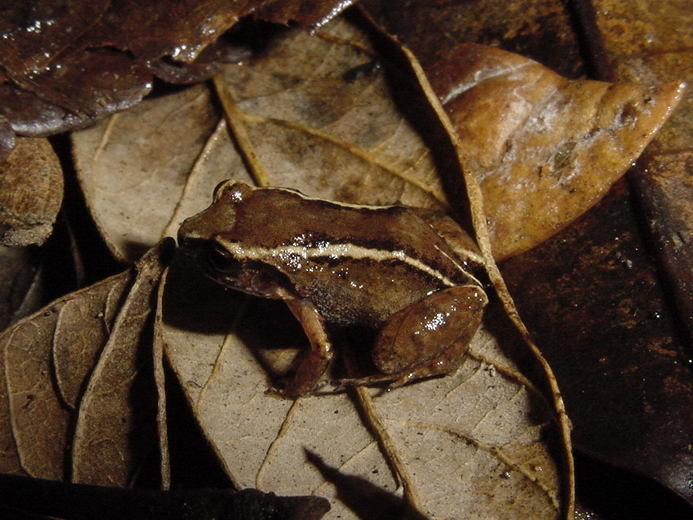
Eleutherodactylus intermedius

Les femelles mesurent jusqu'à 20 mm.

## Taxinomie
- Eleutherodactylus intermedius Cochran, 1941 nec Barbour & Shreve, 1937 est un synonyme de Eleutherodactylus haitianus Barbour, 1942.

## Publication originale
- Barbour & Shreve, 1937 : Novitates cubanae. Bulletin of the Museum of Comparative Zoology, vol. 80, p. 377-387 (texte intégral).